# El Remei (Cardona)
El Remei és una muntanya de 675 metres que es troba entre els municipis de Cardona, a la comarca del Bages i de Montmajor, a la comarca catalana del Berguedà.
Al cim s'hi pot trobar un vèrtex geodèsic (referència 277099001).